# Gonyleptidae
Famille
Les Gonyleptidae sont une famille d'opilions laniatores. On connaît plus de 700 espèces dans 215 genres.

## Distribution
Les espèces de cette famille se rencontrent en Amérique du Sud et en Amérique centrale.

## Liste des genres
Selon World Catalogue of Opiliones (14/08/2021) :
! Ampycidae Kury, 2003 (<= Ampycinae Kury, 2003)
- - Ampycella Roewer, 1929
  - Ampycus Simon, 1879
  - Ceropachylus Mello-Leitão, 1942
  - Glysterus Roewer, 1931
  - Hernandarioides Pickard-Cambridge, 1905
  - Hexabunus Roewer, 1913
  - Hutamaia Soares & Soares, 1977
  - Licornus Roewer, 1932
  - Neopachyloides Roewer, 1913
  - Nesopachylus Chamberlin, 1925
  - Parahernandria Goodnight & Goodnight, 1947
  - Pirunipygus Roewer, 1936
  - Sibollus Roewer, 1929
  - Thaumatocranaus Roewer, 1932
  - Thaumatopachylus Roewer, 1929

- Bourguyiinae Mello-Leitão, 1923
  - Asarcus Koch, 1839
  - Bourguyia Mello-Leitão, 1923
- Caelopyginae Simon, 1879
  - Ampheres Koch, 1839
  - Arthrodes Koch, 1839
  - Caelopygus Koch, 1839
  - Garatiba Mello-Leitão, 1940
  - Metampheres Roewer, 1913
  - Metarthrodes Roewer, 1913
  - Parampheres Roewer, 1913
  - Pristocnemus Koch, 1839
  - Proampheres Roewer, 1913
  - Thereza Roewer, 1943
- Cobaniinae Kury, 1994
  - Cobania Roewer, 1913
- Goniosomatinae Mello-Leitão, 1935
  - Acutisoma Roewer, 1913
  - Goniosoma Perty, 1833
  - Goniosomoides Mello-Leitão, 1932
  - Heteromitobates Roewer, 1913
  - Mitogoniella Mello-Leitão, 1936
  - Pyatan DaSilva & Gnaspini, 2010
  - Serracutisoma Roewer, 1930
- Gonyassamiinae Soares & Soares, 1988
  - Acanthopachylopsis Soares & Soares, 1949
  - Eugyndes Roewer, 1923
  - Graphinotus Koch, 1839
  - Gyndulus Roewer, 1929
  - Phalangochilus Mello-Leitão, 1938
  - Progyndes Roewer, 1917
  - Trichominua Mello-Leitão, 1938
- Gonyleptinae Sundevall, 1833
  - Acanthogonyleptes Mello-Leitão, 1922
  - Cearinus Roewer, 1929
  - Currala Roewer, 1927
  - Geraeocormobius Holmberg, 1887
  - Gonyleptellus Roewer, 1930
  - Gonyleptes Kirby, 1819
  - Guatubesia Soares, 1978
  - Holoversia Mello-Leitão, 1940
  - Inhuma Piza, 1938
  - Juticus Roewer, 1943
  - Liogonyleptoides Mello-Leitão, 1925
  - Megapachylus Roewer, 1913
  - Metagonyleptes Roewer, 1913
  - Mischonyx Bertkau, 1880
  - Neosadocus Mello-Leitão, 1926
  - Parapachyloides Roewer, 1913
  - Progonyleptes Roewer, 1913
  - Progonyleptoides Roewer, 1917
  - Schenkelibunus Strand, 1932
  - Schubartesia Soares, 1944
  - Stefanesia Soares & Soares, 1988
  - Triaenomeros Roewer, 1913
  - Tupacarana Mello-Leitão, 1939
  - Uracantholeptes Mello-Leitão, 1926
  - Urodiabunus Mello-Leitão, 1935
  - Ypsilonurus Mello-Leitão, 1933
- Hernandariinae Sørensen, 1884
  - Acrogonyleptes Roewer, 1917
  - Hernandaria Sørensen, 1884
  - Multumbo Roewer, 1927
  - Piassagera Roewer, 1928
  - Pseudotrogulus Roewer, 1932
- Heteropachylinae Kury, 1994
  - Heteropachylus Roewer, 1913
  - Magnispina Mendes, 2011
  - Pseudopucrolia Roewer, 1912
- Mitobatinae Simon, 1879
  - Despirus Roewer, 1929
  - Discocyrtoides Mello-Leitão, 1923
  - Encheiridium Kury, 2003
  - Ischnotherus Kury, 1991
  - Longiperna Roewer, 1929
  - Metamitobates Roewer, 1913
  - Mitobates Sundevall, 1833
  - Mitobatula Roewer, 1931
  - Neoancistrotus Mello-Leitão, 1927
  - Promitobates Roewer, 1913
  - Ruschia Mello-Leitão, 1940
- Neopachylinae Carvalho & Kury, 2020
  - Neopachylus Roewer, 1913
  - Opisthoplatus Holmberg, 1878
  - Pachylobos Piza, 1940
  - Senu Carvalho & Kury, 2020
- Pachylinae Sørensen, 1884
  - Acanthopachylus Roewer, 1913
  - Acanthoprocta Loman, 1899
  - Acrographinotus Holmgren, 1917
  - Allogonyleptes Roewer, 1917
  - Anoplogynopsis Soares, 1966
  - Berlaia Mello-Leitão, 1940
  - Biconisoma Roewer, 1936
  - Bristoweia Mello-Leitão, 1924
  - Bullaepus Roewer, 1930
  - Bunoplus Roewer, 1927
  - Calcarogyndes Mello-Leitão, 1932
  - Caldanatus Roewer, 1943
  - Camposicola Mello-Leitão, 1924
  - Camposicoloides Soares, 1944
  - Capichabesia Soares, 1944
  - Carlotta Roewer, 1943
  - Ceratoleptes Soares & Soares, 1979
  - Ceropachylinus Mello-Leitão, 1943
  - Chaquesia Soares, 1944
  - Chauveaua Canals, 1939
  - Chilebalta Roewer, 1961
  - Chilegyndes Roewer, 1961
  - Corralia Roewer, 1913
  - Discocyrtulus Roewer, 1927
  - Discocyrtus Holmberg, 1878
  - Eopachylus Mello-Leitão, 1931
  - Ergastria Mello-Leitão, 1941
  - Eubalta Roewer, 1923
  - Eusarcus Perty, 1833
  - Fonckia Roewer, 1913
  - Giupponia Pérez-González & Kury, 2002
  - Goodnightiella Soares & Soares, 1945
  - Guaraniticus Mello-Leitão, 1933
  - Gyndesoides Mello-Leitão, 1933
  - Gyndesops Roewer, 1943
  - Gyndoides Mello-Leitão, 1927
  - Haversia Roewer, 1913
  - Huadquina Roewer, 1930
  - Huasampillia Roewer, 1913
  - Hyperpachylus Roewer, 1957
  - Hypophyllonomus Giltay, 1928
  - Iandumoema Pinto-da-Rocha, 1997
  - Ibarra Roewer, 1925
  - Iguassua Mello-Leitão, 1935
  - Iguassuoides Soares & Soares, 1954
  - Itatiaincola Soares & Soares, 1948
  - Izecksohnopilio Soares, 1977
  - Junicus Goodnight & Goodnight, 1947
  - Kuryella Özdikmen, 2006
  - Lacronia Strand, 1942
  - Mangaratiba Mello-Leitão, 1940
  - Marayniocus Acosta, 2006
  - Maromba Soares & Soares, 1954
  - Metabalta Roewer, 1913
  - Metagyndes Roewer, 1913
  - Metagyndoides Mello-Leitão, 1931
  - Metalycomedes Mello-Leitão, 1926
  - Metaphalangodella Roewer, 1915
  - Meteusarcoides Mello-Leitão, 1922
  - Nanophareus Roewer, 1929
  - Neogonyleptes Roewer, 1913
  - Neopucroliella Roewer, 1931
  - Ogloblinia Canals, 1933
  - Oliverius Soares & Soares, 1945
  - Pachylibunus Roewer, 1913
  - Pachyloidellus Müller, 1917
  - Pachyloides Holmberg, 1878
  - Pachylus Koch, 1839
  - Pachylusius Mello-Leitão, 1949
  - Palcapachylus Roewer, 1952
  - Parabalta Roewer, 1913
  - Paradiscocyrtus Mello-Leitão, 1927
  - Paraluederwaldtia Mello-Leitão, 1927
  - Paraprosontes Soares & Soares, 1947
  - Parapucrolia Roewer, 1917
  - Passosa Roewer, 1928
  - Pichitus Roewer, 1959
  - Planiphalangodus Roewer, 1929
  - Polyacanthoprocta Mello-Leitão, 1927
  - Propachylus Roewer, 1913
  - Pseudoacrographinotus Soares, 1966
  - Pseudogyndes Mello-Leitão, 1932
  - Pseudogyndesoides Soares, 1944
  - Punagraphinotus Bauab-Vianna & Soares, 1973
  - Punrunata Roewer, 1952
  - Qorimayus Acosta, 2020
  - Riosegundo Canals, 1943
  - Sadocus Sørensen, 1886
  - Singram Mello-Leitão, 1937
  - Soaresia Soares, 1945
  - Spinivunus Roewer, 1943
  - Tarmapachylus Roewer, 1956
  - Tingomaria Mello-Leitão, 1949
  - Triglochinura Mello-Leitão, 1924
  - Tumbesia Loman, 1899
  - Ubatubesia Soares, 1945
  - Uropachylus Mello-Leitão, 1922
  - Victoriaincola Soares & Soares, 1946
  - Yraguara Mello-Leitão, 1937
- Pachylospeleinae Šilhavý, 1974
  - Pachylospeleus Šilhavý, 1974
- Paragoniosomatinae Araujo-da-Silva, DeSouza & DaSilva, 2020
  - Paragoniosoma Araujo-da-Silva, DeSouza & DaSilva, 2020
- Progonyleptoidellinae Soares & Soares, 1985
  - Cadeadoius Mello-Leitão, 1936
  - Deltaspidium Roewer, 1927
  - Deltigalus Roewer, 1931
  - Gonyleptoides Roewer, 1913
  - Heliella Soares, 1945
  - Iguapeia Mello-Leitão, 1935
  - Iporangaia Mello-Leitão, 1935
  - Leptocnemus Koch, 1839
  - Mitopernoides Soares, 1945
  - Moreiranula Roewer, 1930
  - Progonyleptoidellus Piza, 1940
  - Stygnobates Mello-Leitão, 1926
- Roeweriinae Carvalho & Kury, 2018
  - Amazochroma Carvalho & Kury, 2018
  - Bunopachylus Roewer, 1943
  - Discocyrtanus Roewer, 1929
  - Idomenta Roewer, 1932
  - Khazaddum Carvalho, Kury & Hara, 2020
  - Roeweria Mello-Leitão, 1923
- Sodreaninae Soares & Soares, 1985
  - Sodreana Mello-Leitão, 1922
- Tricommatinae Roewer, 1912
  - Caramaschia Kury, 2002
  - Otuquisa Roewer, 1928
  - Saladonus Roewer, 1928
  - Tricommatus Roewer, 1912
  - Voriax Kury, 2014

## Publication originale
- Sundevall, 1833 : Conspectus Arachnidum. C.F. Berling, Londini Gothorum, p. 1-39.